# Tour d’Europe 1954
Das Etappenrennen Tour d’Europe 1954 war die erste Ausgabe der Tour d’Europe, ein Etappenrennen durch mehrere europäische Länder. Gründer und Veranstalter war Jean Leulliot. Die Tour fand vom 21. September bis zum 3. Oktober statt.

## Teilnehmer
Teilnahmeberechtigt waren Radrennfahrer, die als Profis oder Unabhängige aktiv waren. In verschiedenen Teams waren Fahrer aus den Ländern, durch die die Rundfahrt führte, vertreten. Dazu kamen Radrennfahrer aus Großbritannien und den Niederlanden. Deutsche Fahrer am Start waren Heinz Zoll und Franz Reitz, die in einer gemischten Mannschaft antraten.

## Strecke und Etappen
Die Rundfahrt führte über insgesamt dreizehn Etappen ohne Ruhetage über eine Distanz von 2.931 Kilometer, geplant waren 2.897 Kilometer. Durch einige unvorhergesehene Bauarbeiten ergaben sich Abweichungen von der ursprünglichen Planung. Die Radrennfahrer durchquerten auf der Tourstrecke Frankreich, Belgien, Luxemburg, das Saarland, Deutschland, Österreich, Italien und die Schweiz. Start war in der französischen Hauptstadt Paris. Das Ziel war Straßburg in Frankreich.

### 1. Etappe
Die erste Etappe führte über 287 Kilometer von Paris nach Gent. Es gewann der Franzose Pierre Michel im Sprint des Hauptfeldes.

### 2. Etappe
Die 2. Etappe führte von Gent nach Namur über eine Strecke von 251 Kilometern. Maurice Diot gewann in Namur aus eine Gruppe von vier Fahrern.

### 3. Etappe
Der Kurs der 3. Etappe führte von Namur nach Luxemburg (Stadt). Nach 169 Kilometer konnte Edgard Sorgeloos im Sprint die Etappe gewinnen.

### 4. Etappe
Die 4. Etappe führte über 69 Kilometer von Remich nach Saarbrücken. Das Mannschaftszeitfahren gewann das Radsportteam Peugeot vor den Teams Arbos und La Perle.

### 5. Etappe
Die 5. Etappe wurde über 263 Kilometer von Homburg nach Schwenningen gefahren. Durch Henri Van Kerckhove gab es den zweiten belgischen Tageserfolg.

### 6. Etappe
Die 6. Etappe von Schwenningen nach Augsburg über eine Distanz von 239 Kilometern endete nach langer Alleinfahrt mit dem Überraschungserfolg des Briten Brian Robinson. In der Gesamtwertung nach der Etappe führte der Belgier Couvreur.

### 7. Etappe
Die 7. Etappe ging von Augsburg nach Innsbruck und war 239 Kilometer lang. Maurice Diot gewann seine zweite Etappe.

### 8. Etappe
Die 8. Etappe von Innsbruck nach Mantua über 304 Kilometer war die zweitlängste Etappe der Rundfahrt. Es gewann mit Jean Bois aus dem kleinen französischen Team Arliguie-Hutchinson ein unbekannter Fahrer.

### 9. Etappe
Die Etappe führte von Mantua nach Bologna mit einer Länge von 196 Kilometern, die Luciano Frosini als Bester des Hauptfeldes gewann.

### 10. Etappe
Die Etappe führte von Bologna nach Como mit einer Länge von 261 Kilometern und brachte einen Schweizer Tageserfolg durch Max Schellenberg. Schellenberg hatte mit seinem Begleiter Verdini einen Vorsprung von mehr als vier Minuten herausgefahren.

### 11. Etappe
Die Etappe von Como nach Lugano über 64 Kilometer war ein Einzelzeitfahren. Der spätere Gesamtsieger Primo Volpi holte sich den Tagessieg mit rund zwei Minuten Vorsprung auf Couvreur und damit auch die Führung in der Gesamtwertung.

### 12. Etappe
Die Etappe von Locarno nach Montreux war 245 Kilometer lang. Am Ende siegte Pino Cerami im Sprint vor Schellenberg.

### 13. Etappe
Die letzte Etappe der Rundfahrt von Montreux nach Straßburg über 344 Kilometer war die längste Etappe der Tour. Es gewann wiederum Cerami, der als Solist das Ziel mit knapp zwei Minuten Vorsprung erreichte.

## Gesamtwertungen

### Einzel (Rosa-Gelbes Trikot)
Nachdem die italienischen Teilnehmer zwischenzeitlich gedroht hatten, die Rundfahrt zu verlassen, weil nach ihrer Ansicht der Belgier Couvreur zu Unrecht eine Zeitgutschrift erhalten hatte, stellten sie mit Primo Volpi den Sieger der Tour.  Eine Mannschaftswertung gab es nicht.
| Platz | Name               | Land           | Zeit        |
| ----- | ------------------ | -------------- | ----------- |
| 1.    | Primo Volpi        | Italien        | 83:31:59 h  |
| 2.    | Hilaire Couvreur   | Belgien        | + 2:17 min  |
| 3.    | Luciano Pezzi      | Italien        | + 4:42 min  |
| 4.    | Marcel Huber       | Schweiz        | + 11:20 min |
| 5.    | Fred Krebs         | Großbritannien | + 17:06 min |
| 6.    | Francis Mel        | Frankreich     | + 18:33 min |
| 7.    | Mauro Gianneschi   | Italien        | + 20:21 min |
| 8.    | Maurice Diot       | Frankreich     | + 23:26 min |
| 9.    | Edgard Sorgeloos   | Belgien        | + 23:32 min |
| 10.   | Charles Vandormael | Belgien        | + 6:26 min  |
| 0 …   |                    |                |             |